# Piotr Niedurny
Piotr Niedurny (ur. 17 lutego 1880 w Raduniu, zm. 30 stycznia 1920 w Bytomiu) – polski działacz niepodległościowy.

## Życiorys
Piotr Niedurny urodził się w Raduniu 17 lutego 1880 roku. Początkowo zatrudniony w Hucie „Pokój” w Nowym Bytomiu. Kolportował pisma polskie, organizował kółka śpiewacze na terenie Nowej Wsi (Wirek) (Chór „Harmonia”) i był działaczem polskiego ruchu zawodowego. W latach 1918–1919 stał na czele polskiej Rady Ludowej w Nowym Bytomiu. Prezes filii Związku Zawodowego Polskiego. W 1919 roku przyjęła go do swoich szeregów Polska Organizacja Wojskowa Górnego Śląska. W 1920 roku uczestniczył w uroczystościach grunwaldzkich w Krakowie.
Stał się ofiarą antypolskiego terroru. Został zamordowany przez pruskich hakatystów na drodze do Szombierek. Polska ludność urządziła mu 6 lutego manifestacyjny pogrzeb, w którym wzięło udział kilka tysięcy osób.
Piotr Niedurny jest patronem ulicy w Rudzie Śląskiej, Katowicach, Gliwicach, Zabrzu, Chorzowie, Lublińcu, Opolu, Pszowie oraz Białej Wielkiej.